# Јахја Антиохијски
Јахја ибн Саид ал-Антаки (ар. يحيى بن سعيد الأنطاكي), познатији као Јахја Антиохијски или Јахја из Антиохије био је арапски лекар и историчар из 11. века.
Рођен је у Фатимидском Египту, у породици мелкитских хришћана, али се због прогона хришћана за време владавине халифа Ал-Хакима би-Амр-Алаха (који је владао од 996. до 1021) преселио у Антиохију, која је тад била под римском влашћу.
Његов главни рад био је продужетак Анала александријског патријарха Еутихија од 938. до 1034. године. Црпећи податке из мноштва извора, описао је догађаје у Римском царству, Бугарској, Кијевској Руси, Абасидском и Фатимидском халифату. Такође је написао већи број теолошких радова у којима брани хришћанство и одбацује ислам и јудаизам. Умро је око 1066. године.